# Alfredo Truan Luard
Alfredo Truan Luard (Nyon, Suiza, 19 de marzo de 1837-1890) Empresario hispano-suizo.

## Biografía
Sus padres, Luis Truan Lugeon y Magdalena Luard Álvarez, habían regresado ese mismo año al país helvético tras la suspensión de la actividad de la fábrica de vidrio coruñesa que Luis Truan dirigía hasta entonces. Dos años después, volverían a Galicia y posteriormente se instalarían en Gijón tras aceptar la oferta de participar en la fundación en 1844 de una fábrica de vidrio a la que llamarían “La Industria”.
La producción de dicha fábrica fue una de las más grandes del territorio español, tanto en cantidad como en variedad de productos ofreció en aquel momento. La calidad de sus vidrios es aún reconocida ya que, incluso, algunos de los botes de cristal fabricados por “La Industria”, de gran calidad por su bajo contenido en plomo, siguen siendo utilizados en centros como el Museo Nacional de Ciencias Naturales, en Madrid, donde albergan una de las más importantes colecciones de malacología –estudio de los moluscos– de España.
Al margen de lo que supondría la influencia en el terreno social de “La Industria” en el Gijón de mediados del siglo XIX, Alfredo Truan también desarrollo una extensa labor como investigador al experimentar con nuevas técnicas de reproducción de imágenes. El empresario se convirtió, así, en uno de los pioneros de la fotografía en Asturias. 
A su labor como industrial vidriero hay que añadir esa sorprendente faceta que le une a las Ciencias Naturales y en concreto a la hidrobiología. Alfredo Truan introdujo la litografía en Asturias y desarrolló una importante labor como fotógrafo, abriendo un taller dedicado a ambas actividades en Gijón en 1858. A los 46 años, fue nombrado miembro de la Sociedad Española de Historia Natural apareciendo como especialista en fotomicrografía de las diatomeas, algas microscópicas unicelulares que pueblan en elevado número los ríos y los mares. 
Su ensayo sobre estos microorganismos describía las 169 especies encontradas por él en Asturias. Primero fotografiadas, luego dibujadas para posteriormente ser reproducidas en litografías, las imágenes de estas algas, invisibles al ojo humano, al estar recubiertas de sílice presentan unas admirables y bellísimas formas geométricas. 
Junto con esta tarea, Alfredo Truan aplicó directamente la fotografía para reproducir con mayor fidelidad las diatomeas a través de a un procedimiento de ampliación y sustitución de placas. Las reproducciones obtenidas fueron algunas de las primeras del mundo en su género y forman parte hoy en día de la colección del Museo de Historia Natural de Londres. Esta actividad científica y observadora de Alfredo Truan se mantuvo hasta su fallecimiento en 1890.
Actualmente la Fundación Solventia , en colaboración con el Museo Nacional de Ciencias Naturales, en Madrid, promueve un concurso de fotografía para niños y jóvenes dedicado a este científico.